# Crest of The Stars
Crest of the Stars é um anime e mangá, estilo ficção científica space opera escrito por Hiroyuki Morioka com ilustrações de Toshihiro Ono. A obra aborda um futuro onde a raça humana colonizou as estrelas. Por muitos anos, Jinto leva uma vida relativamente pacífica como filho do governador de um remoto planeta. Até que uma antiga raça chamada Abh, com seus cabelos azuis, alta tecnologia e características élficas conquistou seu planeta, sem disparar um tiro. Então Jinto é enviado a uma escola para aprender os costumes dos Abh, e ele encontra a linda princesa Lafiel. Logo ele aprende que os Abh são muito mais do que os humanos podem imaginar. Contudo, a Terra declarou guerra aos Abh, e eles devem encontrar uma maneira de sobreviver a batalha no espaço.